# ظرف أحمر (ثقافة)

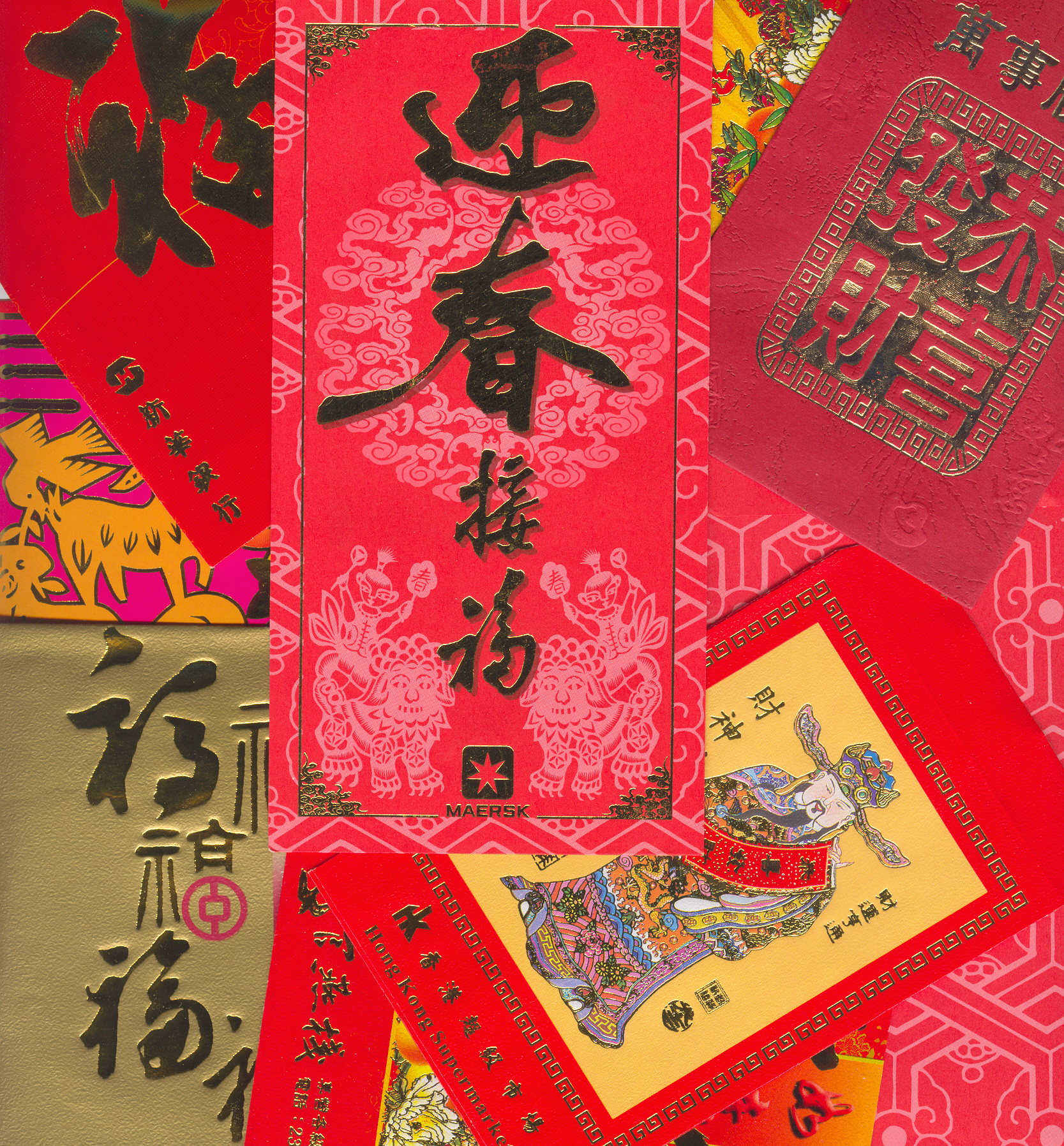
أمثلة لبعض الظروف الحمراء.

الظروف الحمراء أو كما تعرف بـ أنغ بو هي ظروف تحتوي مبالغ مالية تهدى في المناسبات المختلفة خاصة في احتفال رأس السنة الصينية بين الأقارب والزملاء تعبيرًا عن المحبة. تنتشر هذه العادة في المجتمعات الآسيوية خاصة في الصين وكوريا واليابان وماليزيا وإندونيسيا.